# Breznica, Žitara vas
Breznica (nemško Wrießnitz) je naselje v Občini Žitara vas v Okraju Velikovec na Koroškem v Avstriji.